# Autoconcepte
L'autoconcepte és la imatge del jo que té cada persona, la construcció mental de com es percep a si mateixa, així com la capacitat d'autoreconèixer-se. Si aquest concepte és positiu, millorarà l'autoestima. L'autoconcepte inclou tots els paràmetres que són rellevants per a la persona: des de l'aparença física fins a les habilitats o creences.
En destaquen tres característiques essencials:
- No és innat: l'autoconcepte es va formant amb l'experiència i la imatge projectada o percebuda en els altres.
- És un tot organitzat: l'individu tendeix a ignorar les variables que percep en ell mateix que no s'ajusten al conjunt i té la seva pròpia jerarquia d'atributs per a valorar.
- És dinàmic: pot modificar-se amb noves dades, provinguin de reinterpretar la pròpia personalitat o de judicis aliens.

Autoconcepte o pròpia identitat són conceptes que es refereixen a la comprensió global que un ésser humà té de si mateix. Es pot distingir d'autoconsciència, que és simplement la presa de consciència d'un mateix. És també més general que autoestima, que és purament un element avaluatiu de l'autoconcepte.
L'autoconcepte està compost d'autoavaluacions relativament permanents, com són els atributs de personalitat, el coneixement de les habilitats que té un mateix, la pròpia ocupació o aficions, i la consciència dels propis atributs físics. Per exemple, la declaració "jo sóc mandrós" és una autoavaluació que contribueix a l'autoconcepte. Per contra, la declaració "estic cansat" no seria considerada com a part de l'autoconcepte d'algú, ja que estar cansat es tracta d'un estat temporal. Això no obstant, l'autoconcepte d'una persona pot canviar amb el temps, possiblement passant per períodes de crisi d'identitat i de reavaluació.
L'autoconcepte no està restringit al present, sinó que inclou un passat i un futur dels jos. Els futurs o "possibles" jos representen les idees individuals del que poden arribar a ser, el que els agradaria arribar a ser, i de què tenen por d'arribar a convertir-se. Corresponen a les esperances, les pors, els objectius o les amenaces. Els jos possibles poden funcionar com a incentius per al comportament futur i també poden proporcionar un context avaluatiu i interpretatiu per a l'actual visió d'un mateix.
L'autoconcepte pot ser dividit en tres categories: la primera és com a autoconcepte personal, és a dir, fets o opinions sobre nosaltres mateixos, com per exemple "tinc els ulls marrons" o "sóc atractiu/va. La segona és com a autoconcepte social, que es tracta de les percepcions que un té sobre com el veuen els altres, com seria l'afirmació “la gent pensa que tinc un bon sentit de l'humor". I finalment trobem l'autoconcepte ideal, que és allò que ens agradaria ser ("m'agradaria ser metge" o "m'agradaria ser més prim/a").
Hi ha dos factors que tenen especial importància i efecte en l'autoconcepte de les persones: d'una banda, les opinions i judicis que l'altra gent fa de nosaltres, i per altra banda les comparacions socials i percepcions segons les quals un és igual però alhora diferent de l'altra gent.
Julian B. Rotter va afirmar que el resultat esperat d'una acció i el valor que donem a aquest resultat és un determinant del nostre comportament. Per exemple, la gent que, per tenir un autoconcepte positiu, creuen que poden tenir èxit a l'hora de dur a terme una tasca, tenen més probabilitats de comportar-se de maneres que finalment els portin a reeixir-hi, mentre que aquells que esperen fer-ho malament tenen més probabilitats de fracassar.
L'autoconcepte que un té d'ell mateix pot canviar modificant les pròpies actituds, els valors que un té, les creences o l'estat d'ànim. Si modifiques les teves actituds o maneres de pensar, pots millorar el teu propi autoconcepte, alhora que l'autoestima. L'autoconcepte és només un dels factors dels molts que tenen impacte en l'autoestima o l'autoconfiança que tenim les persones.

## Carl Rogers
Carl Rogers va ser un psicòleg que va desenvolupar una teoria sobre la personalitat, i parla i investiga sobre l'autoconcepte i la seva importància. Segons Rogers, l'autoconcepte que cadascú té de si mateix influeix en la manera en què aquest es veu un mateix i el món que el rodeja. Així doncs, l'autoconcepte d'una persona mentalment sana és consistent amb els seus pensaments, experiències i comportament. No obstant això, les persones poden mantenir un autoconcepte que està en contradicció amb els seus veritables sentiments només pel fet de guanyar l'aprovació dels altres i "encaixar", ja sigui socialment o professional. Això comporta reprimir els propis sentiments i impulsos vertaders, causant que aquestes persones s'alienin de si mateixes, distorsionant la seva pròpia experiència del món i limitant el seu potencial de sentir-se plenes i realitzades.
L'abisme que hi ha entre l'autoconcepte d'una persona i les seves experiències reals (fet que Rogers anomena incongruència), és una font d'ansietat crònica i, fins i tot, pot arribar a donar lloc a trastorns mentals.
Segons l'autor, un fort autoconcepte és aquell que és flexible i que permet a la persona afrontar noves experiències i idees sense sentir-se amenaçada.
Rogers creu que l'autoconcepte té tres components bàsics i diferenciats:
- La imatge que es té d'un mateix (autoimatge)
- El valor que un es dona a si mateix (autoestima)
- El que realment t'agradaria ser (el jo ideal)

Psicòlegs socials afirmen que l'autoconcepte juga un important paper en la percepció social i en el procés mitjançant el qual ens formem impressions dels altres.

## Lewis (1990)
Diu que el desenvolupament de l'autoconcepte té 2 aspectes bàsics:
1) L'existència d'un mateix: es refereix al sentit de ser un ésser diferent i separat dels altres, i la consciència de ser una entitat separada i diferent de la resta que existeix en un temps i un espai determinats. Aquesta consciència es comença a adquirir quan s'és un nadó, cap als 2 o 3 mesos d'edat.
2) La categorització d'un mateix: és el fet de ser conscient que som un objecte del món, i que tenim propietats que poden ser experimentades (gran, petit, vermell...). Un mateix també pot ser posat en categories com serien l'edat (ex.: tinc 4 anys), el gènere (ex.: sóc un nen), la mida... Aquest concepte apareix més tard, però també durant la primera infància.